# Kevin Tsai

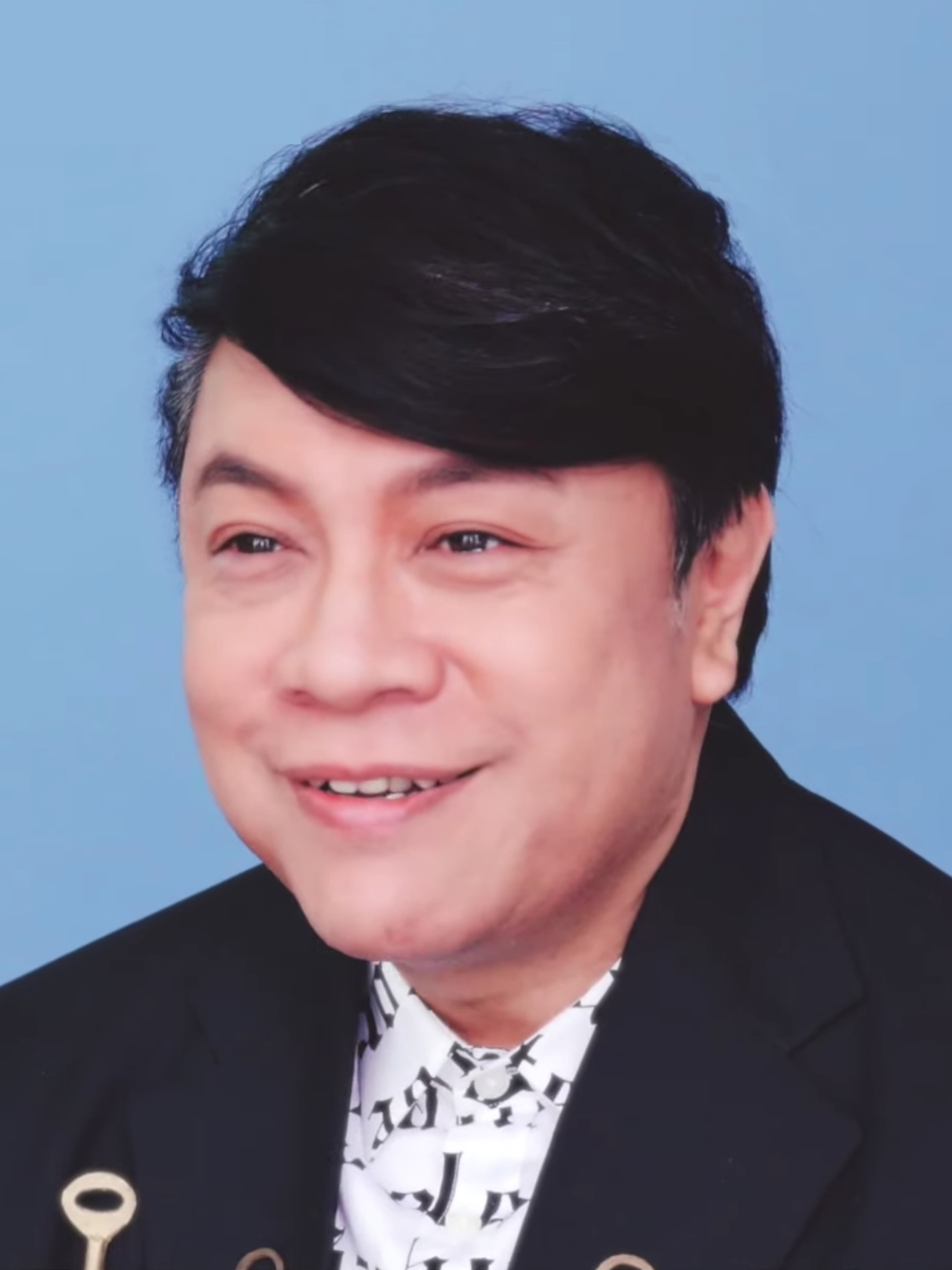
Kevin Tsai, 2020

Kevin Tsai (chinesisch 蔡康永, Pinyin Cài Kāngyǒng, Jyutping Coi3 Hong1wing5; * 1. März 1962 in Taipei, Taiwan) ist ein Fernsehmoderator, Schriftsteller und Regisseur aus Taiwan.

## Leben
Tsai ist Sohn des Anwalts Cài Tiānduó (蔡天鐸 / 蔡天铎) aus Shanghai. Er studierte ab 1984 Englisch an der Tunghai-University. Später erwarb er einen Master an der UCLA School of Theater, Film and Television. Danach arbeitete er beim Radiosender Voice of Taipei und danach beim Lifestyle-Magazin GQ Taiwan. Seit 2004 moderiert er mit Xidi Hsu die Fernsehsendung Kangxi Lai Le. Daneben veröffentlichte er als Schriftsteller mehrere Bücher.